# Kurt Sanderling
Kurt Sanderling (født 19. september 1912, død 18. september 2011) var en tysk dirigent.
Han arbejdede fra midten af 1930'erne sammen med Moskva Radios Symfoniorkester, og i perioden 1942-60 var han med til at lede Leningrad Filharmonikerne. Derpå vendte han hjem til Østtyskland og stod i spidsen for Berliner Sinfonie-Orchester og senere Dresden Staatskapelle. I 1970 dirigerede han for første gang i Storbritannien, og han kom til at arbejde meget med Philharmonia Orchestra i London. Sanderling fortsatte med at dirigere, til han var næsten 90 år gammel.